# 4129 Richelen
4129 Richelen је астероид главног астероидног појаса чија средња удаљеност од Сунца износи 2,564 астрономских јединица (АЈ).
Апсолутна магнитуда астероида је 13,5.